# Herald Rae Cox
Pour les articles homonymes, voir Cox.
Herald Rea Cox (28 février 1907 - 17 août 1986) est un bactériologiste américain. La famille bactérienne des Coxiellaceae et le genre Coxiella, qui comprennent l'organisme qui cause la fièvre Q, sont nommés d'après lui.

## Biographie
Né à Terre Haute, dans l'Indiana, il est diplômé de l'École normale de l'État de l'Indiana (actuelle université d'État de l'Indiana) en 1928, avant d'obtenir son doctorat à la Johns Hopkins Bloomberg School of Public Health (en).
Dans les années 1930, Cox rejoint le Service de santé publique américain comme bactériologiste principal au laboratoire Rocky Mountain à Hamilton, Montana. Il y étudie les rickettsies, un groupe d'organismes qui provoque la fièvre pourprée des montagnes Rocheuses et le typhus. En 1938, il découvre que les rickettsies peuvent être cultivés sur les membranes des œufs fertiles, ce qui conduit à la mise au point de vaccins contre la fièvre pourprée des montagnes Rocheuses et contre plusieurs souches de typhus.
La famille Coxiellaceae et le genre Coxiella, qui contiennent l'organisme qui cause la fièvre Q (Coxiella burneti), ont été nommés en son honneur.
En 1942, Cox devient chef du département de virologie et des rickettsies aux Lederle Laboratories d'American Cyanamid à New York. À cette date, l'attention de la santé publique est fixée sur la recherche d'un vaccin contre la poliomyélite. Cox est l'un des nombreux chercheurs concurrents dans ce domaine, mais la percée est généralement attribuée à Jonas Salk (1952). Bien que la technique de l'œuf de Cox a été largement utilisé dès 1943, elle n'a pas été un succès pour la poliomyélite. En 1947, John Enders et d'autres démontrent que les tissus de singe fournissent un milieu approprié pour cultiver le virus en laboratoire. Salk a employé la méthode d'Enders, l'incubation du virus dans des reins et des testicules de singes rhésus. Cox évite cette technique à cause du danger représenté par le virus du singe. En octobre 1952, il déclare qu'il a augmenté la souche Lansing du virus de la polio dans des œufs de poules fertiles, et en 1961, il annonce un vaccin oral contre la poliomyélite. Cependant, les essais humains du vaccin oral d'Albert Sabin ont commencé en 1957, et il serait autorisé pour un usage général en 1961.
Aux Lederle Laboratories, Cox est en concurrence avec son collègue Hilary Koprowski, chacun ayant mis au point un vaccin contre la poliomyélite.
Il a été plus tard directeur de la recherche sur le cancer au Roswell Park Cancer Institute (en) de New York, où il s'est concentré sur l'immunologie du cancer. Il a pris sa retraite en 1972.

## Prix et récompenses
- 1940 : prix Theobald Smith, Association américaine pour l'avancement des sciences (pour le vaccin contre la fièvre pourprée des montagnes Rocheuses)
- 1942 : docteur ès sciences, Université du Montana
- 1946 : Médaille de la Commission de Typhus
- 1951 : Prix Ricketts
- 1958 : Distinguished Alumni Award, Université d'État de l'Indiana
- 1961 : président de la Société américaine de microbiologie
- 1971 : membre honoraire de la Société des bactériologistes américains (American Society for Microbiology)